# 21651 Мішн Валлей
21651 Мішн Валлей (21651 Mission Valley) — астероїд головного поясу, відкритий 19 липня 1999 року.
Тіссеранів параметр щодо Юпітера — 3,265.